# Albacete
Albacete é uma cidade e município da Espanha, capital da província homónima, comunidade autónoma de Castela-Mancha. O município tem 1 125,91 km² de área e em 2021 tinha 172 722 habitantes (densidade: 153,4 hab./km²).

## Economia
A cidade de Albacete é uma das grandes produtoras de queijo manchego.

## Desporto
O desporto rei na Albacete é, à semelhança do resto da Espanha, o futebol. O principal clube de futebol da cidade é o Albacete Balompié que disputa os seus jogos locais no Estadio Carlos Belmonte que tem capacidade para 17 300 espetadores.

## Transportes
Albacete é servida pelo Aeroporto de Albacete (IATA: ABC, ICAO: LEAB), que fica a 3,9 km do centro. Este aeroporto liga a cidade a outras cidades espanholas (Barcelona).

## Património
- Passagem de Lodares, que lembra as galerias modernistas italianas;
- Teatro Circo;
- Museu da cutelaria (facas, punhais, navalhas e tesouras);
- Catedral de San Juan Bautista.

## Demografia
| Variação demográfica do município entre 1991 e 2011 | Variação demográfica do município entre 1991 e 2011 | Variação demográfica do município entre 1991 e 2011 |
| --------------------------------------------------- | --------------------------------------------------- | --------------------------------------------------- |
| 1991                                                | 2001                                                | 2011                                                |
| 130 023                                             | 148 934                                             | 171 390                                             |